# Cassotte

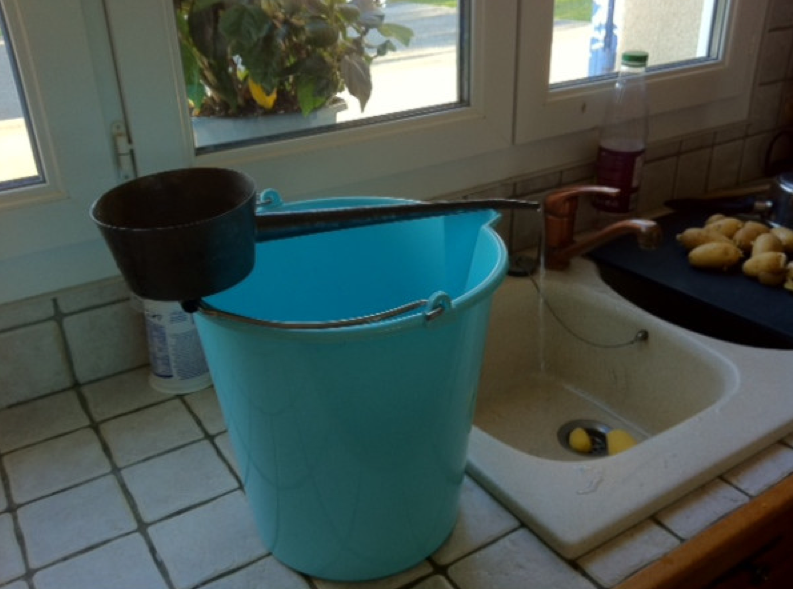
Cassotte sur un seau.

Une cassotte en Charente et en Poitou, ou bien encore coussotte, appelée une couade (la coada ou lo couado) en Limousin ainsi que dans le Cantal, ou bien encore canole en Dordogne , est un récipient parfois appelé louche à eau. À la différence de cette dernière, la cassotte a un manche tubulaire de forme conique. Elle était utilisée par exemple pour se laver les mains avec de l'eau directement puisée dans un seau.
Apparue vers le XVIIIe siècle, la cassotte a progressivement disparu avec l'installation de l'eau courante. Celle-ci a relégué l'ustensile parmi les antiquités et le mot lui-même tombe en désuétude.

## Origine et description

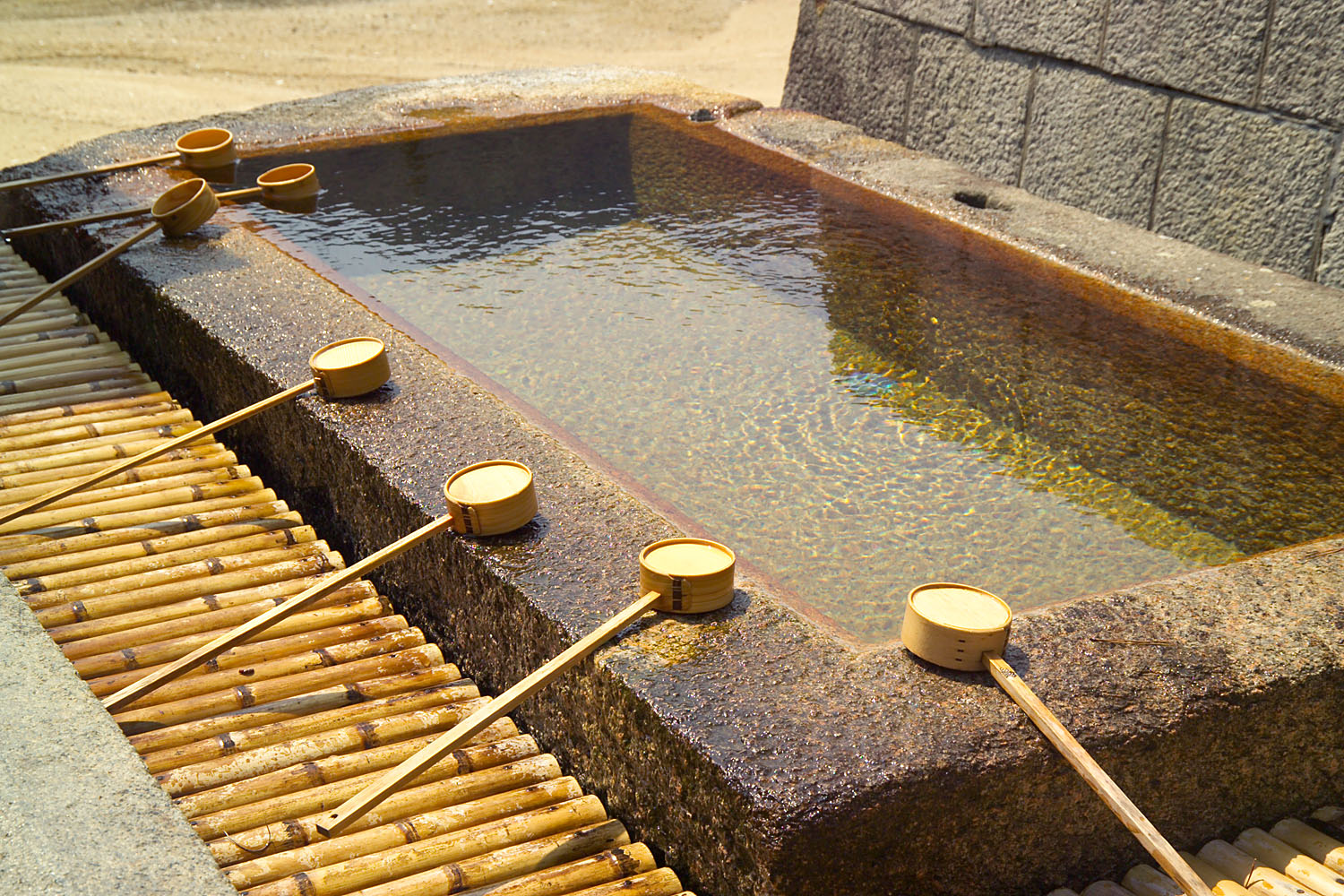
Louches autour du bassin d'ablutions au sanctuaire d'Itsukushima à Miyajima.

La louche à eau a devancé la cassotte et est connue depuis l'Antiquité. 
L'originalité de la cassotte est dans le manche tubulaire fiché dans le bol d'une mini casserole. Il en résulte une louche spéciale. L'apparence peut la faire confondre avec une louche en bronze, telle qu'enregistrée au musée de la province du Hubei, Wuhan. Cette louche est datée de la période des royaumes combattants (475-221 av. J.-C.). Toutefois, la louche exposée n'a pas ce manche tubulaire qui permet de faire sortir l'eau du bol de la louche. Le manche est plein, de forme similaire à celle présentée sur le site du musée d'ethnographie de Genève. De même les louches en bambou ou en métal encore utilisées pour les ablutions à l'entrée des temples japonais (rite shintoïste en particulier).

Puis la cassotte fut créée avec sa particularité tubulaire. Au XVIIIe siècle, grâce aux inventaires effectués dans des châteaux en 1787, il est établi que des cassottes étaient en bois ou cuivre rouge étamée. D'autres étaient en terre cuite, laiton, fer blanc et les dernières ont été fabriquées en plastique.

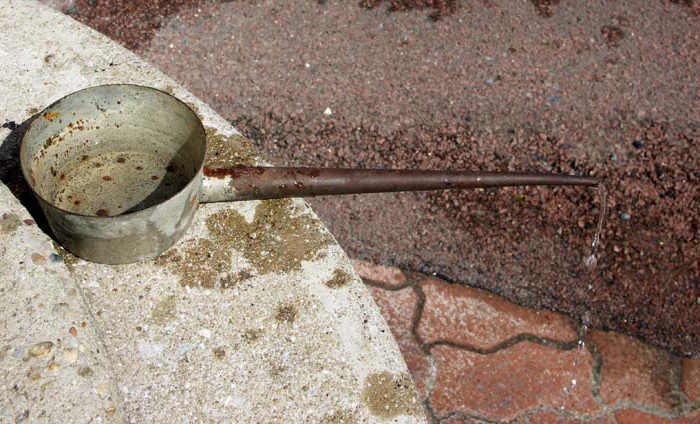
Cassotte en métal sur une margelle - Breuillet, en Charente-Maritime (France).

De la même manière, il est établi que les couades étaient fabriquées avec du bois de noyer ou de châtaignier, bois qui ne craignent pas l'eau. 
La cassotte s'est répandue dans la région des Charentes avant le XXe siècle où elle est devenue un ustensile d'hygiène. Mais il apparaît difficile de dater la période de son apparition, nécessairement avant ou pendant le XVIIIe siècle.
Les uns décrivent cet ustensile comme un vase de bois ou d'écorce de bouleau, d'autres comme une casserole avec un manche évidé très réduit au bout. 
Bernard Pottier indique que : « La cassotte semble représenter une copie élaborée (en bois primitivement) d'une calebasse à col allongé bisectionnée, comme il en existe encore en usage dans d'autres parties du monde ». La cassotte ressemble à un bol auquel un tube fin et conique, plus long que le diamètre d'un seau, a été fixé sur un côté. On remplit le bol puis on le pose en travers du seau. Quand le petit récipient est vide, on peut le replonger dans le seau pour le remplir et continuer.
Plus directe est cette description qui en peu de mots présente l'objet et son usage : «  la « cassotte » ou « couade » (casserole à tuyau) pour économiser l’eau. ».
Après la cassotte et son seau, il y eut la tuyauterie et le robinet.

## Le motcassotte
Il semblerait que le mot cassotte soit typique des Charentes et du Poitou et d'usage plutôt régional. Il est utilisé parfois pour désigner les godets des moulins à eau ou les petits bouillonnements d'eau.
Pour l'étymologie, en grec, le mot kuathos signifie « vase pour puiser » et la proximité de casso en occitan, qui signifie « poêlon  » et a donné casserole et cassoulet, peut faire penser que le mot est de cette région. Avec l'idée de « grande cuillère », l'occitan continue d'apporter de l'eau à ce moulin et le latin n'est pas perdu pour autant. Il reste que la cassotte se trouve plus en Charente qu'ailleurs.
Une version peu probable sur l'origine du mot est fournie par un site internet, cependant riche en cassottes, qui met en ligne des propos attribués à « M. Bobe transmis par M. Salvini pour insertion au bulletin de la société des antiquaires de l’Ouest du 1er et 2e trimestre 1949, page 16 ». 
« Le véritable nom de l'ustensile en question est secote ou secotte (...) Ce nom de secote semble s'être appliqué à tout objet qui laissait tomber l'eau de haut, notamment (...) aux petits moulins établis sur leur cours (...) on les appelait des moulins à secotes ». Il est peu vraisemblable que secotte avec un ou deux « t » ait été un nom pour désigner cet ustensile.
Cette citation paraît être plus une blague de potaches qu'une citation de savants experts. En effet, secotte est un métaplasme de Cosette. Plus sérieusement, Marcel Lachiver, lauréat de l'Académie française, auteur du ''Dictionnaire du monde rural - Les mots du passé, mentionne le mot cassotte comme datant du XVIIIe siècle. 
Le mot couade de l'occitan coada (« dotée d'une queue ») est plutôt typique de la Corrèze. Au Portugal, le mot coado désigne une évacuation d'évier.
L'appellation coussotte, désigne également plusieurs choses :
- une évacuation d'évier[20] ;
- dans l'expression roue à coussottes, correspondrait plutôt à ces godets fixés sur l'arbre d'un moulin à eau[21].

Le mot canole désignait également l'objet en question et l'évacuation de même type que celui déjà signalé.

## Usages

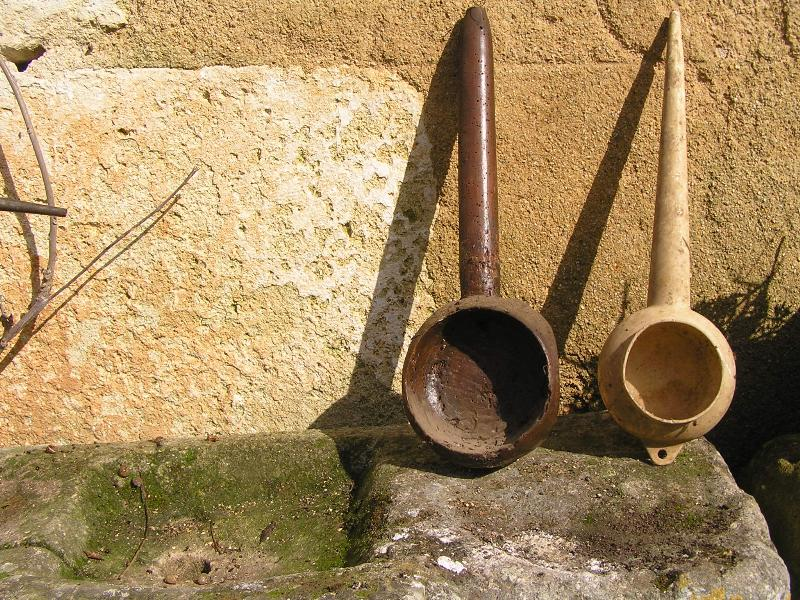
Cassotte en bois du XVIIIe et en plastique du XXe sur un évier en pierre. Charente (France).

Aller avec un seau — une seille ou un seilleau (seau en bois) — au puits chercher de l'eau, ensuite poser le seau sur l'évier. Prendre la cassotte par son manche tubulaire, remplir la cassotte d'eau, placer l'ustensile en équilibre sur les bords du seau : l'eau coule immédiatement, comme un filet qui sortirait d'un robinet. Indissociable d'un récipient de type seau, la cassotte était ainsi placée sur un évier en pierre ou la margelle d'un puits pour :
- faire sa toilette à la cassotte[23] ;
- se laver les mains au filet d'eau de la cassotte ;
- servir un peu d'eau en n'utilisant que la cassotte comme d'une grosse louche ;
- se rafraîchir : boire à la cassotte consistait à boire à la régalade, donc sans toucher le bec de la cassotte.

L'ustensile avait, dans d'autres régions, une sorte d'équivalent, comme la puisette, l'aiguière, mais plus précisément les fontaines en cuivre en Auvergne, lesquelles étaient cependant beaucoup plus sophistiquées.
Quoi qu'il en soit, en Charente, l'ustensile a traversé jusqu'au XXe siècle et rendu service dans des maisons jusqu'au moins la fin des années 1980.

### Devinette
En Charente, une devinette définit la cassotte comme étant ce qui monte sur plus grand pour pisser.